# Hexenkees
Hexenkees är en glaciär i Österrike. Den ligger i förbundslandet Tyrolen, i den centrala delen av landet.
Den högsta punkten i närheten är Großer Hexenkopf, 3 314 meter över havet, väster om Hexenkees.
Trakten runt Hexenkees består i huvudsak av alpin tudra.